# Aix-les-Bains
Aix-les-Bains település Franciaországban, Savoie megyében. Lakosainak száma 32 175 fő (2022. január 1.). Aix-les-Bains Brison-Saint-Innocent, La Chapelle-du-Mont-du-Chat, Drumettaz-Clarafond, Grésy-sur-Aix, Mouxy, Pugny-Chatenod, Tresserve, Viviers-du-Lac és Bourdeau községekkel határos.

## Népesség
A település népességének változása:
| Lakosok száma | 29 580 | 29 822 | 30 377 | 29 794 | 29 993 | 30 463 | 31 100 | 31 874 | 32 175 |
|               | 2013   | 2015   | 2016   | 2017   | 2018   | 2019   | 2020   | 2021   | 2022   |